# Algorave

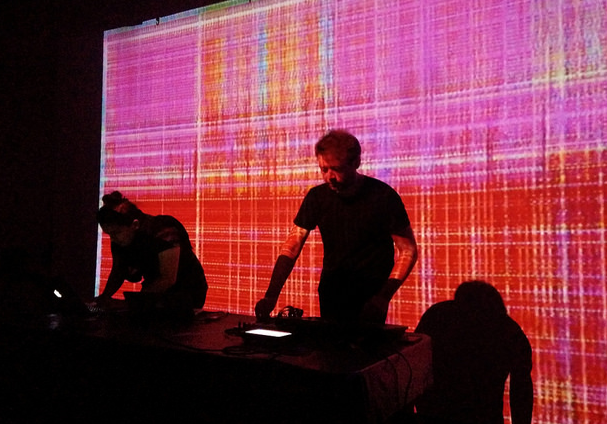
Evento del tipo algorave

Una algorave (de algoritmo y rave) es un evento en el que la gente baila con música generada a partir de algoritmos, a menudo utilizando técnicas de codificación en vivo. Alex McLean de Slub y Nick Collins acuñaron la palabra "algorave" en 2011, y el primer evento con ese nombre se organizó en Londres, Reino Unido. Desde entonces se ha convertido en un movimiento, con algoraves que tienen lugar en todo el mundo.

## Descripción

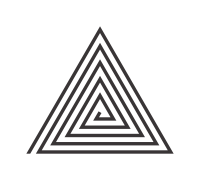
Logotipo de Algorave (un spirangle), basado en una Cruz de Brigid de tres brazos.

Las Algoraves puede incluir una variedad de estilos, incluida una forma compleja de minimal techno, y el movimiento ha sido descrito como un punto de encuentro de la filosofía hacker, la cultura geek y las discotecas. Aunque la codificación en directo es habitual, es bienvenida cualquier música algorítmica "que se caracterice total o predominantemente por la emisión de una sucesión de condicionales repetitivos", que es una corrupción de la definición de música rave ("total o predominantemente caracterizado por la emisión de una sucesión de golpes repetitivos”) en base a la Ley de Justicia Penal y Orden Público de 1994 del Reino Unido. Aunque se ha comparado a los músicos de algorave con los DJs, son músicos en vivo o improvisadores, que crean música en vivo, generalmente escribiendo o modificando código, en lugar de mezclar música grabada.
En una algorave, el músico informático puede no ser el principal punto de atención para la audiencia y, en su lugar, la atención puede centrarse en una pantalla que muestra el código en vivo, el proceso de escribir el código fuente, de tal modo que el público puede simplemente bailar o escuchar la música generada por el código y también ver el proceso de programación.

## Historia
Las aproximaciones algorítmicas han sido aplicadas durante mucho tiempo en la música electrónica de baile desde la década de 1970 cuándo Brian Eno estableció prácticas musicales aleatorias qué evolucionaron a música generativa en el transcurso de su larga carrera. Esto, a su vez, influyó en la cultura rave y la música techno de los años 90 de Farmers Manual, Autechre, y Aphex Twin. El Anti EP fue una respuesta explícita a la Criminal Justice and Public Order Act 1994, Ley de Justicia Penal y Orden Público de 1994, específicamente la pista "flutter" como un medio para crear "ritmos no repetitivos" en raves, las cuales habían sido prohibidas bajo dicha Ley. El snare rush famoso por su aparición en el EP Girl/Boy de 1996, es una forma anterior de codificación algorítmica digital y aparece en la música electrónica influenciada por el drum and bass de principios y mediados de la década de 1990, enfoque que posteriormente evolucionó hacia la música glitch. Entre el uso tradicional de los algoritmos se incluye la danza Maypole, en la que se aplican a la propia danza como una forma de coreografía algorítmica, y toque de campanas. La primera autoproclamada "algorave" se llevó a cabo en Londres como concierto previo al simposio de SuperCollider de 2012. Aun así, el nombre fue acuñado en 2011, después de que los live coders, programadores en directo, Nick Collins y Alex McLean sintonizaran una emisora de radio pirata de happy hardcore de camino a una actuación en el Reino Unido. Desde entonces, algorave se ha ido convirtiendo en un movimiento internacional, habiéndose celebrado algoraves principalmente en Europa y Asia, y en menor número en Australia y América del Norte.

## Comunidad
Algorave puede considerarse igualmente un movimiento musical internacional con una comunidad de músicos electrónicos, artistas visuales y tecnologías en desarrollo. Consulte la página de categorías de Algorave .